# Cơ cấu chấp hành theo chuyển động thẳng

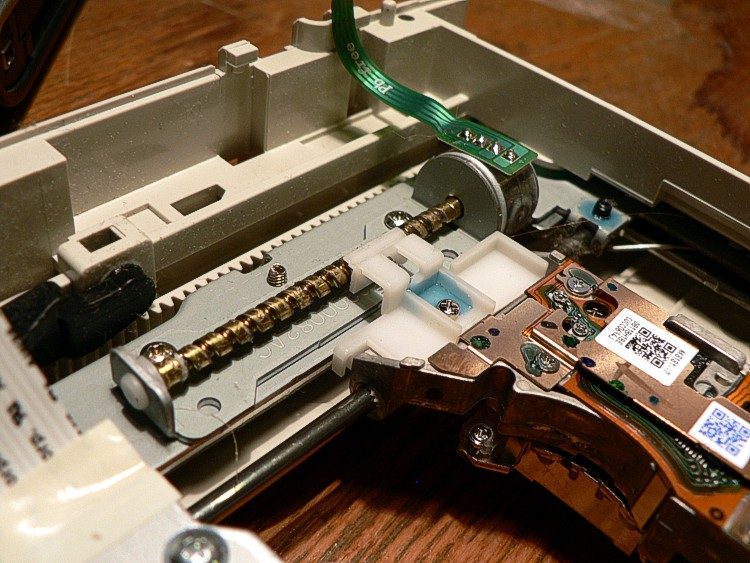
Ổ đĩa DVD với vít me và động cơ bước

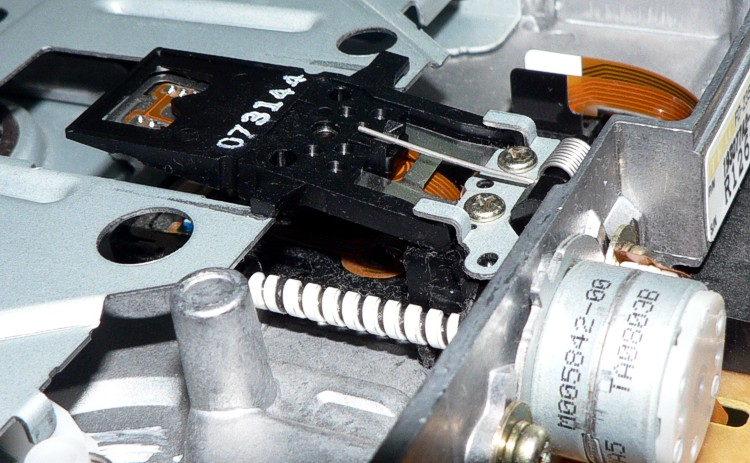
Ổ đĩa mềm với vít me và động cơ bước.

Cơ cấu chấp hành theo chuyển động thẳng là một thiết bị truyền động mà tạo ra chuyển động theo một đường thẳng, ngược lại với chuyển động xoay tròn của một động cơ điện thông thường. Cơ cấu chấp hành theo chuyển động thẳng được sử dụng trong các máy công cụ và máy móc công nghiệp, trong các thiết bị ngoại vi của máy tính như ổ đĩa và máy in, trong van và bộ giảm chấn, và ở nhiều nơi khác, trong đó yêu cầu phải chuyển động thẳng. Xi lanh thủy lực hoặc khí nén vốn tạo ra chuyển động thẳng. Nhiều cơ cấu khác cũng được sử dụng để tạo ra chuyển động thẳng từ động cơ quay.

## Phân loại

### Thiết bị truyền động cơ khí

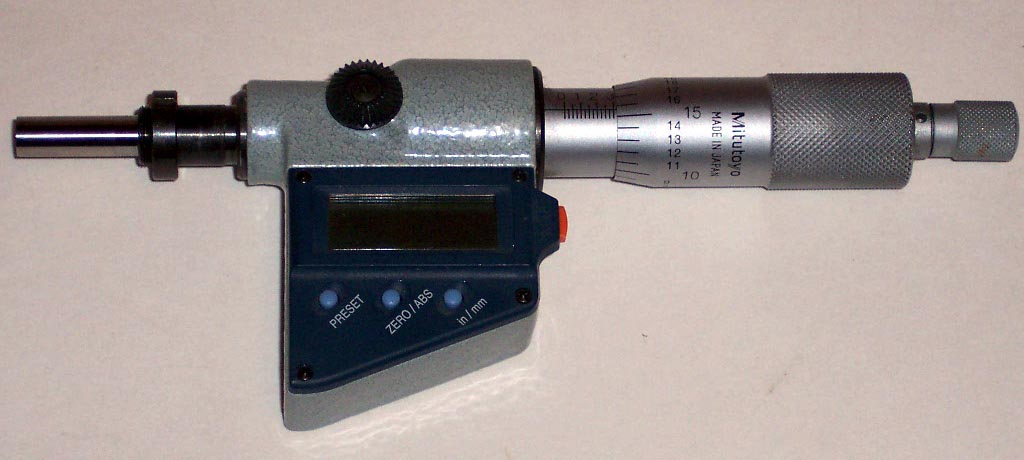
Một thiết bị truyền động cơ khí chuyển động thẳng có bộ chỉ thị số (một loại thước đo micro-met).

Con lăn trục vít có vít di động (ốc xoay).

Các cơ cấu truyền động cơ khí chuyển động thẳng thông thường hoạt động bằng cách chuyển đổi chuyển động quay thành chuyển động thẳng. Việc chuyển đổi này thường được thực hiện thông qua một vài loại cơ cấu đơn giản:
- Trục vít: tất cả các cơ cấu chấp hành vít me, kích vít, vít me bi và trục vít con lăn đều hoạt động trên nguyên tắc máy cơ đơn giản được gọi là trục vít. Bằng cách xoay ốc vít của thiết bị truyền động này, trục vít sẽ di chuyển theo một đường thẳng.
- Bánh xe và trục: các cơ cấu chấp hành Palăng, tời, thanh răng và bánh răng, truyền động bằng xích, xích đứng và dây cua-roa đứng hoạt động dựa trên nguyên lý của bánh xe và trục. Một bánh xe quay làm cáp, thanh răng, xích chuyển động theo, tạo ra chuyển động thẳng.[1]
- Cam: các cơ cấu chấp hành Cam hoạt động dựa trên nguyên tắc tương tự như cái nêm, nhưng hỗ trợ cho hành trình tương đối bị hạn chế. Khi một cam hình giống bánh xe quay, hình dạng khác thường của nó dùng để sinh ra lực đỡ tại đáy của trục.

Một số thiết bị truyền động cơ khí theo chuyển động thẳng chỉ là kéo, chẳng hạn như cần trục, xích và dây cua-roa. Những thiết bị khác chỉ là đẩy (chẳng hạn như thiết bị truyền động cam). Các xy lanh Khí nén và thủy lực, hoặc ví me có thể được thiết kế để tạo ra lực ở cả hai hướng.
Các thiết bị truyền động cơ khí thường chuyển đổi chuyển động quay của một núm hoặc tay cầm điều khiển thành chuyển động thẳng thông qua ốc vít và/hoặc bánh răng mà núm hoặc tay cầm đó được gắn vào. Một kích vít hoặc kích xe là một thiết bị truyền động cơ khí quen thuộc. Một họ thiết bị truyền động khác được dựa trên các trục phân đoạn (segmented spindle). Chuyển động quay của cần tay cầm (handle) kích được chuyển đổi cơ khí thành chuyển động thẳng của đầu kích. Các thiết bị truyền động cơ khí cũng thường được sử dụng trong lĩnh vực laser và quang học để thao tác trong các vị trí cần chuyển động thẳng, chuyển động quay, dụng cụ giữ gương, máy đo góc và các dụng cụ định vị khác. Để định vị trí chính xác và có thể lặp lại, các đánh dấu chỉ số có thể được sử dụng trên các nút điều khiển. Một số thiết bị truyền động bao gồm một bộ mã hóa (encoder) và thiết bị đọc vị trí kỹ thuật số. Điều này tương tự như các nút bấm điều chỉnh được sử dụng trên thước đo micromet ngoại trừ mục đích của chúng là điều chỉnh vị trí chứ không phải đo vị trí.

### Thiết bị truyền động thủy lực
Thiết bị truyền động thủy lực hoặc xi lanh thủy lực thường bao gồm một hình trụ rỗng có một piston gắn vào bên trong nó. Một áp lực không cân bằng tác động lên piston này tạo ra một lực có thể di chuyển một vật thể ở bên ngoài. Do các chất lỏng gần như không nén được, một xi lanh thủy lực có thể cung cấp chuyển động thẳng chính xác có điều khiển của piston. Việc di chuyển chỉ xảy ra dọc theo trục của piston. Một ví dụ quen thuộc của thiết bị truyền động thủy lực được vận hành bằng tay là một kích xe thủy lực. Thông thường, mặc dù thuật ngữ "cơ cấu chấp hành thủy lực " dùng để chỉ một thiết bị được điều khiển bởi một máy bơm thủy lực.

### Thiết bị truyền động khí nén
Thiết bị truyền động khí nén, hoặc xi lanh khí nén, tương tự như thiết bị truyền động thủy lực, ngoại trừ chúng sử dụng khí nén để tạo ra lực thay vì chất lỏng. Chúng hoạt động tương tự như một piston trong đó không khí được bơm vào trong một khoang và đẩy ra khỏi phía bên kia của khoang đó. Thiết bị truyền động khí không nhất thiết phải sử dụng cho các máy móc hạng nặng và các trường hợp có trọng lượng tải trọng lớn. Một trong những lý do thiết bị truyền động thẳng bằng khí nén được ưa thích so với các loại cơ cấu chấp hành khác là thực tế nguồn năng lượng cung cấp cho nó đơn giản chỉ là một máy nén khí. Bởi vì không khí là nguồn đầu vào, các thiết bị truyền động khí nén có thể được sử dụng trong nhiều hoạt động cơ khí. Nhược điểm là, hầu hết các máy nén khí đều lớn, cồng kềnh, và ồn ào. Chúng rất khó để vận chuyển đến các khu vực khác sau khi đã được lắp đặt. Các thiết bị truyền động thẳng bằng khí nén có khả năng bị rò rỉ khí và điều này làm cho chúng ít hiệu quả hơn so với các thiết bị truyền động cơ khí thẳng khác.

### Thiết bị truyền động áp điện
Hiệu ứng áp điện là một thuộc tính của một số vật liệu mà khi đặt lên một điện áp vào vật liệu sẽ khiến nó nở rộng ra. Điện áp rất cao tương ứng với độ mở rộng chỉ rất nhỏ. Kết quả là, cơ cấu chấp hành áp điện có thể đạt được độ phân giải vị trí rất nhỏ, nhưng cũng có phạm vi chuyển động rất ngắn. Ngoài ra, vật liệu áp điện biểu hiện tính từ trễ mà làm cho việc kiểm soát việc mở rộng của chúng theo cách lặp đi lặp lại khó khăn.

### Thiết bị truyền động cơ-điện

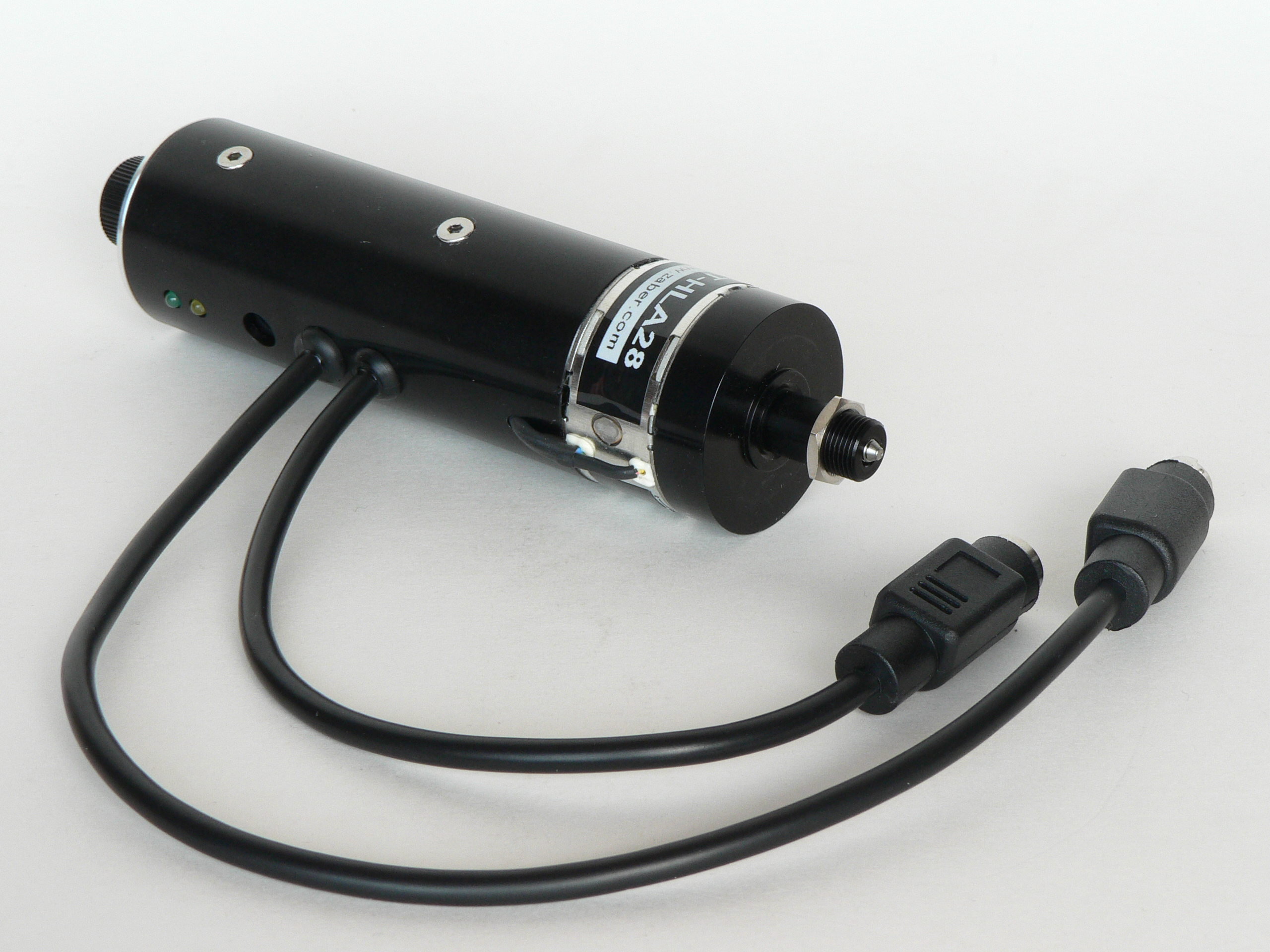
Một cơ cấu chấp hành chuyển động thẳng cơ-điện thu nhỏ, trong đó đai ốc đầu vuông là một phần của động cơ. Vít me không xoay, nên khi đai ốc đầu vuông được quay bằng động cơ, vít me sẽ được kéo dài hoặc rút lại.

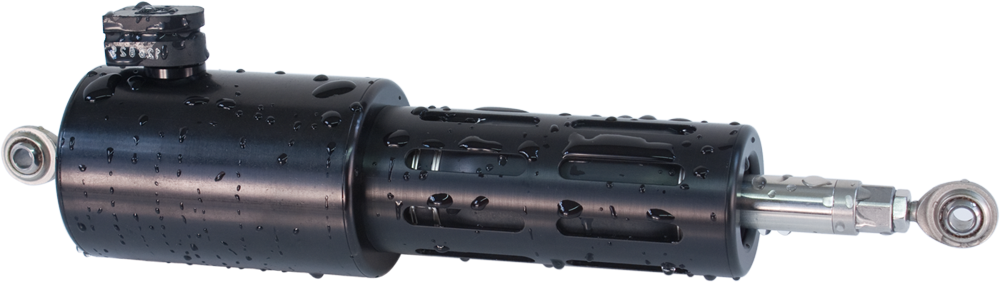
Thiết bị truyền động thẳng bù áp dưới nước, được sử dụng trên một Xe tự hành dưới nước (ROV)

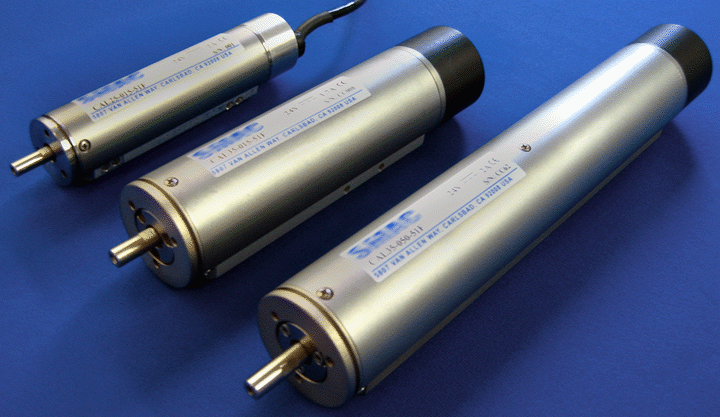
Cơ cấu chấp hành điện hình trụ thẳng nhỏ gọn điển hình

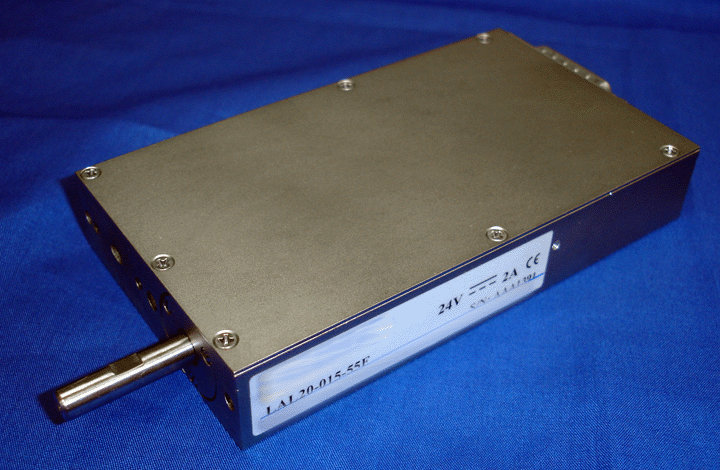
Thiết bị truyền động điện chuyển động thẳng+quay hoặc chuyển động thẳng điển hình

Các thiết bị truyền động cơ-điện cũng giống như các thiết bị truyền động cơ khí ngoại trừ các núm hoặc cần điều khiển được thay thế bằng động cơ điện. Chuyển động quay của động cơ được chuyển thành chuyển động thẳng. Có rất nhiều thiết kế của thiết bị truyền động thẳng hiện đại và mỗi công ty sản xuất chúng có xu hướng có một phương pháp độc quyền. Sau đây là một mô tả tổng quát của một cơ cấu chấp hành thẳng cơ-điện rất đơn giản.

#### Thiết kế đơn giản
Thông thường, một động cơ điện được nối cơ khí để xoay một vít me. Một vít me có một ren xoắn liên tục được gia công trên chu vi chạy dọc theo chiều dài của nó (tương tự như ren trên một ốc vít). Luồng vào vít me là một đai ốc đầu vuông hoặc vít me bi tương ứng với các ren xoắn. Đai ốc này bị ngăn không cho quay với vít me (thường là đai ốc này khóa liên động với một phần không quay của thân cơ cấu chấp hành). Vì vậy, khi vít me quay, ốc này sẽ được định hướng theo các đầu ren. Hướng chuyển động của ốc này phụ thuộc vào hướng quay của trục vít me. Bằng cách kết nối các mối liên kết với óc này, chuyển động có thể được chuyển đổi thành chuyển động thẳng có thể sử dụng được. Hầu hết các thiết bị truyền động hiện nay được xây dựng cho tốc độ cao, tạo lực lớn, hoặc là cả hai. Khi xem xét một thiết bị truyền động cho một ứng dụng cụ thể, các thông số kỹ thuật quan trọng nhất thường là hành trình, tốc độ, lực, độ chính xác, và độ bền.
Có rất nhiều loại động cơ có thể được sử dụng trong một hệ thống chấp hành chuyển động thẳng. Bao gồm động cơ DC có chổi than, động cơ DC không có chổi than, động cơ bước, hoặc trong một số trường hợp, là cả động cơ điện cảm ứng. Tất cả phụ thuộc vào yêu cầu ứng dụng và tải mà thiết bị truyền động được thiết kế phải di chuyển. Ví dụ, một cơ cấu chấp hành chuyển động thẳng sử dụng một động cơ cảm ứng AC tích hợp dẫn động một vít me có thể được sử dụng để vận hành một van lớn tại một nhà máy lọc. Trong trường hợp này, độ chính xác và độ phân giải chuyển động cao không cần thiết lắm, nhưng lực và tốc độ lớn thì cần thiết. Đối với các cơ cấu chấp hành cơ-điện chuyển động thẳng được sử dụng trong các robot phòng thí nghiệm, thiết bị quang và laser hoặc bàn X-Y, độ phân giải cao trong phạm vi micro mét và độ chính xác cao có thể cần thiết phải sử dụng một cơ cấu chấp hành thẳng động cơ bước công suất chia nhỏ với một vít me ren nhỏ. Có rất nhiều biến thể trong hệ thống truyền động cơ-điện chuyển động thẳng. Việc hiểu những yêu cầu thiết kế và những hạn chế của ứng dụng để biết cơ cấu chấp hành nào là tốt nhất là rất quan trọng.

#### Cấu trúc tiêu chuẩn và thu gọn
Một cơ cấu truyền động chuyển động thẳng bằng cách sử dụng động cơ tiêu chuẩn thường có động cơ là một xy-lanh nằm riêng gắn vào một bên của cơ cấu truyền động, song song hoặc vuông góc với thiết bị truyền động. Động cơ có thể được gắn vào phần cuối của thiết bị truyền động. Động cơ truyền động là kiến trúc điển hình với một ổ trục điều khiển rắn gắn vào vít me của thiết bị truyền động.
Thiết bị truyền động chuyển động thẳng thu gọn sử dụng các động cơ được thiết kế đặc biệt để đặt  vừa động cơ và bộ truyền động vào một khối có thể tích nhỏ nhất có thể.
- Đường kính bên trong của trục động cơ có thể được mở rộng, do đó trục điều khiển có thể được làm rỗng. Vít me và đai ốc vì thế có thể chiếm tâm của động cơ, không cần cho thêm bánh răng giữa động cơ và vít me.
- Tương tự như vậy động cơ có thể được làm để có đường kính bên ngoài rất nhỏ, nhưng thay vì các mặt cực được kéo dài theo chiều dọc để động cơ vẫn có thể có mô-men xoắn rất cao trong khi nằm vừa trong một không gian có đường kính nhỏ.

#### Nguyên lý
Trong đa số các thiết kế thiết bị truyền động chuyển động thẳng, nguyên tắc hoạt động cơ bản là một mặt phẳng nghiêng. Các ren của một vít me hoạt động như là một đường dốc liên tục cho phép một lực quay nhỏ được sử dụng trên một khoảng cách dài để dịch chuyển một tải trọng lớn trong một khoảng cách ngắn.

#### Các biến thể
Nhiều biến thể dựa trên thiết kế cơ bản đã được tạo ra. Hầu hết tập trung vào việc tạo ra các cải tiến chung như hiệu suất cơ khí, tốc độ hoặc khả năng mang tải cao hơn. Đó cũng là một trao lưu kỹ thuật lớn hướng tới thu nhỏ hóa các thiết bị truyền động.
Hầu hết các mẫu thiết kế điện-cơ khí đều kết hợp một vít me và đai ốc đầu vuông. Một số sử dụng một vít me bi và đai ốc cầu. Trong cả hai trường hợp các vít me có thể được kết nối với một động cơ hoặc cần điều khiển bằng tay hoặc trực tiếp hoặc thông qua một loạt các bánh răng. Các bánh răng thường được sử dụng để cho phép một động cơ nhỏ hơn (và yếu hơn) quay ở tốc độ cao hơn để giảm hộp số (giảm vòng răng) cung cấp mô-men xoắn cần thiết để quay trục vít với tải nặng hơn so với động cơ mang tải trực tiếp. Điều này hy sinh tốc độ của thiết bị truyền động để tăng lực đẩy cho nó một cách hiệu quả. Trong một số ứng dụng sử dụng bánh vít phổ biến vì nó cho phép thu nhỏ kích thước tổng thể mà vẫn cho phép hành trình di chuyển lớn.
Một cơ cấu chấp hành chuyển động thẳng đai ốc hành trình (traveling-nut) có một động cơ gắn liền với một đầu của vít me (có lẽ gián tiếp thông qua một hộp số), động cơ quay vít me, và đai ốc đầu vuôn bị hạn chế không cho quay, do đó nó đi lên và xuống dọc theo vít me.
Một cơ cấu chấp hành chuyển động thẳng vít di động có một vít me chạy qua hoàn toàn thông qua động cơ. Trong một cơ cấu chấp hành chuyển động thẳng vít di động, động cơ "bò" lên và xuống một vít me bị hạn chế không cho quay. Chỉ các bộ phận quay là nằm bên trong động cơ, và có thể không được nhìn thấy từ bên ngoài.
Một số vít me có nhiều "bắt đầu". Điều này có nghĩa là chúng có nhiều loại ren nằm xen kẽ trên cùng một trục. Một cách để hình dung điều này là so sánh với các sọc vằn nhiều màu sắc nằm trên một cây kẹo gậy. Điều này cho phép điều chỉnh nhiều hơn giữa bước ren và vùng tiếp xúc ren đai ốc/vít, mà xác định tốc độ mở rộng và khả năng mang tải (của ổ đỡ) tương ứng.

#### Khả năng mang tải tĩnh
Thiết bị truyền động vít chuyển động thẳng có thể có khả năng mang tải tĩnh, có nghĩa rằng khi động cơ dừng, cơ cấu chấp hành cơ bản sẽ bị khóa tại chỗ và có thể mang theo một tải hoặc kéo hoặc đẩy trên thiết bị truyền động. Khả năng mang tải tĩnh này sẽ tăng tính cơ động và tốc độ.
Lực phanh của thiết bị truyền động khác nhau đối với góc chia côn của các ren và thiết kế cụ thể của các ren này. Các ren hình thang có khả năng mang tải tĩnh rất cao, trong vít me bi có khả năng mang tải rất thấp và có thể gần như trôi lưng chừng.
Nói chung không thể thay đổi khả năng mang tải tĩnh của các cơ cấu truyền động vít mà không có công nghệ cải tiến. Bước ren trục vít và đai ốc vít được thiết kế với khả năng mang tải nhất định mà không thể được điều chỉnh động được.
Trong một số trường hợp, mỡ có độ nhớt cao có thể được dùng để tra vào thiết bị truyền động vít chuyển động  thẳng để tăng tải trọng tĩnh. Một số nhà sản xuất sử dụng điều này để thay đổi tải cho các nhu cầu cụ thể.
Khả năng mang tĩnh tải có thể được thêm vào một thiết bị truyền động vít chuyển động thẳng bằng cách sử dụng một hệ thống phanh điện từ, giúp tạo ra ma sát cho đai ốc truyền động quay. Ví dụ, một lò xo có thể được sử dụng cho các má phanh cho đai ốc truyền đọng, giữ nó ở nguyên vị trí khi tắt nguồn (điện). Khi thiết bị truyền động cần di chuyển, một nam châm điện chống lại lò xo và giải phóng lực phanh trên đai ốc truyền đông.
Tương tự như cơ cấu bánh cóc điện từ có thể được sử dụng với một cơ cấu vít chuyển động thẳng do đó hệ thống truyền động nâng một tải sẽ giữ nguyên vị trí (khóa) khi nguồn cấp cho thiết bị truyền động bị mất. Để hạ thiết bị truyền động này, một nam châm điện được sử dụng để chống lại lực lò xo và mở khóa bánh cóc.

#### Khả năng mang tải động
Khả năng mang tải động thường được chỉ độ lớn lực mà cơ cấu chấp hành theo chuyển động thẳng có khả năng tạo ra trong quá trình hoạt động. Lực này sẽ khác nhau đối với từng loại vít (độ lớn của lực ma sát hạn chế chuyển động) và động cơ lái xe chuyển động. Tải động là đặc tính mà hầu hết các cơ cấu được phân loại bằng cách, và là một dấu hiệu tốt của các ứng dụng những gì nó sẽ phù hợp với tốt nhất.

#### Điều khiển tốc độ
Trong hầu hết các trường hợp khi sử dụng một thiết bị truyền động cơ-điện, một số loại hình điều khiển tốc độ được ưa thích hơn. Những bộ điều khiển như vậy thay đổi điện áp cung cấp cho động cơ, do đó làm thay đổi tốc độ quay của vít me.

#### Chu kỳ làm việc
Chu trình làm việc của một động cơ để chỉ lượng thời gian mà cơ cấu chấp hành có thể chạy trước khi nó cần phải làm nguội. Tuân theo nguyên tắc này khi vận hành một cơ cấu chấp hành là chìa khóa để dẫn đến kéo dài tuổi thọ và nâng cao hiệu suất làm việc của nó. Nếu động cơ làm việc vượt quá chu kỳ làm việc, thì nó sẽ bị quá nhiệt, mất năng lượng, và cuối cùng làm cháy động cơ.

### Động cơ tuyến tính
Một động cơ tuyến tính là chức năng giống có chức năng giống như một động cơ điện quay với các thành phần từ trường quay gồm rotor và stator đặt ra trong một đường thẳng. Nơi một động cơ quay sẽ quay xung quanh và sử dụng lại cùng các mặt cực từ lần nữa, các cấu trúc từ trường của một động cơ tuyến tính lặp lại vật lý trên suốt chiều dài của thiết bị truyền động.
Do động cơ chuyển động trong một môi trường chuyển động thẳng (tuyến tính), không cần phải có vít me để chuyển đổi chuyển động quay sang chuyển động thẳng. Trong khi có thể có công suất cao, các giới hạn vật liệu và/hoặc động cơ trên hầu hết các thiết kế được vượt qua tương đối nhanh chóng do chỉ dựa trên lực hút và đẩy từ trường. Hầu hết các động cơ tuyến tính có khả năng mang tải thấp so với các loại thiết bị truyền động tuyến tính khác. Các động cơ tuyến tính có một lợi thế trong các môi trường ngoài trời hoặc môi trường ô nhiễm trong đó hai nửa không cần phải liên lạc với nhau, và do đó, các cuộn dây điện từ truyền động có thể chống nước và được bao kín đối với độ ẩm và chống ăn mòn, cho phép kéo dài tuổi thọ làm việc.

### Cơ cấu chấp hành co duỗi thẳng

Cơ cấu chấp hành xích thẳng

Thiết bị truyền động co duỗi thẳng là thiết bị truyền động thẳng chuyên biệt được sử dụng trong những nơi có sự hạn chế không gian. Phạm vi chuyển động của nó lớn hơn nhiều lần chiều dài mở rộng của các thành phần chấp hành của nó.
Một dạng phổ biến được làm bằng các ống đồng tâm dài xấp xỉ bằng nhau có thể mở rộng và rút lại như tay áo, cái này lồng trong cái kia, giống như ống co duỗi (như ăngten râu).
Các thiết bị truyền động co duỗi chuyên biệt hơn sử dụng các bộ phận chấp hành hoạt động như các trục tuyến tính thẳng khi mở rộng, nhưng phá vỡ đường thẳng đó bằng cách gấp, tách thành các phần và/hoặc duổi thẳng ra khi rút lại. Các ví dụ của thiết bị truyền động co duỗi thẳng bao gồm:
- Cơ cấu chấp hành dãi xoắn ốc
- Cơ cấu chấp hành dây cua-roa đứng
- Cơ cấu chấp hành xích đứng
- Trục phân đoạn

## Ưu điểm và nhược điểm
| Loại thiết bị truyền động                                                                        | Ưu điểm | Nhược điểm |
| ------------------------------------------------------------------------------------------------ | --- | --- |
| Cơ khí                                                                                           | Giá rẻ. Có thể lặp lại được. Không yêu cầu phải cung cấp năng lượng. Khép kín. hành vi mở rộng hoặc co lại đồng nhất với nhau.                                                                      | Chỉ hoạt động bằng tay. Không có chế độ tự động. |
| Cơ-điện                                                                                          | Giá rẻ. Có thể lặp lại được. Hoạt động có thể được tự động hóa. Khép kín. hành vi mở rộng hoặc co lại đồng nhất với nhau. Động cơ DC hoặc động cơ bước. Có thể phản hồi vị trí tốt.                 | Nhiều bộ phận chuyển động nghiêng bị bào mòn. |
| Động cơ tuyến tính                                                                               | Thiết kế đơn giản. Cần ít bộ phận chuyển động nhất. Có thể đạt tốc độ cao. Khép kín. Hành vi mở rộng hoặc co lại đồng nhất.                                                                         | Lực từ thấp tới trung bình. |
| Piezoelectric (áp điện)                                                                          | Có thể dịch chuyển động rất nhỏ ở tốc độ cao. Tiêu thụ hầu như bất cứ nguồn năng lượng nào. | Hành trình ngắn trừ khi khuếch đại bằng cơ khí. Yêu cầu điện áp cao, thường là 24V hoặc lớn hơn. Đắt tiền, và mong manh. Chỉ tốt khi nén, không tốt khi kéo. Thường được dùng cho các bộ Phun Nhiên liệu |
| Thủy lực                                                                                         | Có thể tạo ra lực rất lớn. | Có thể bị rò rỉ. Yêu cầu phản hồi vị trí để lặp lại. Yêu cầu có bơm thủy lực ở bên ngoài. Một số thiết kế chỉ khi nén.                                                                                   |
| Khí nén                                                                                          | Mạnh mẽ, trọng lượng nhẹ, đơn giản, nhanh chóng. | Điều khiển vị trí chính xác ngoại trừ tại các điểm dừng hoàn toàn |
| Động cơ Wax (sáp ong)                                                                            | Hoạt động trơn tru. | Không đáng tin cậy như các phương pháp khác. |
| Trục phân đoạn                                                                                   | Rất nhỏ gọn. Phạm vi của các chuyển động lớn hơn chiều dài của thiết bị truyền động. | Vừa chuyển động thẳng vừa chuyển động quay. |
| Cuộn dây dịch chuyển                                                                             | Lực, vị trí và tốc độ có thể điều khiển và lặp lại. Khả năng đạt được tốc độ cao và vị trí chính xác. Có thể chuyển động thẳng, quay, và hành động thẳng+quay.                                      | Yêu cầu thông tin phản hồi vị trí để có thể lặp lại. |
| MICA (moving iron controllable actuator) - cơ cấu chấp hành di chuyển sắt có thể điều khiển được | Tạo ra lực lớn và có thể điều khiển được. Lực càng hớn và tổn thất càng ít so với cuộn dây dịch chuyển. Tổn thất dễ bị tiêu tán. Driver (trình điều khiển) điện tử dễ dàng cho thiết kế và cài đặt. | Hành trình bị giới hạn vài mm, ít tuyến tính hơn cuộn dây dịch chuyển |